# Cléo de Mérode

Cléo de Mérode, um 1901

Cléopatre-Diane „Cléo“ de Mérode (* 27. September 1875 in Paris; † 17. Oktober 1966 ebenda) war eine französische Ballerina und Varieté-Tänzerin.

## Leben
Cléo de Mérode wurde am 27. September 1875 in Paris, Frankreich, geboren. Sie war die uneheliche Tochter der österreichischen Baronin Vincentia de Mérode (1850–1899), die österreichischer und belgischer Abstammung war, und des österreichischen Richters, Anwalts und Pioniers des Tourismus, Theodor Christomannos, der griechischer, deutscher und französischer Abstammung war. Ihre Eltern waren entfremdet, aber ihr Vater unterstützte ihre Mutter weiterhin finanziell. Sie wurde katholisch erzogen.
Mit sieben Jahren begann sie ihre Ballettausbildung an der Pariser Oper bei Mlle. Théodore. Mit elf Jahren stand sie bereits an der Oper unter Vertrag. In dieser Zeit saß sie unter anderem dem Maler Edgar Degas Modell. Ihr offenes Haar, das mit einem Stirnband zusammengehalten wurde, war ab ihrem sechzehnten Lebensjahr ihr Markenzeichen und wurde im frühen 20. Jahrhundert eine verbreitete Modefrisur à la Cléo. Im Mai 1896 gewann sie einen von der Zeitschrift „L’Éclair“ veranstalteten Schönheitswettbewerb: Unter 131 „jolies actrices“ wurde sie von den Lesern mit großer Mehrheit zur schönsten gewählt. Im selben Jahr saß sie dem Bildhauer Alexandre Falguière Modell. Seine Skulptur mit dem Titel Danseuse, die eine unbekleidete Tänzerin mit den Gesichtszügen von Cléo de Mérode darstellt, erregte beim Pariser Frühjahrs-Salon 1896 großes Aufsehen. Ihr erstes Engagement im Grand Casino war die Folge des Aufsehens. Sie tanzte in der Rolle der Phryné im gleichnamigen Ballett von Auguste Germain. Die Premiere wurde ein großer Erfolg.
Eine leidenschaftliche Affäre mit dem belgischen König Leopold II. stritt Mérode immer ab. Laut Aussage von Georg Stefan Troller, der sie interviewt hatte, hatte Leopold II. ihr Belgisch-Kongo für den Fall versprochen, dass sie ihn heiraten würde. Wegen des Gerüchts um die königliche Liebschaft wurde ihm der Spott-Name Cléopold angehängt (Sigmund Freud behandelt dies in seinem „Witz“-Essay von 1905). Leopolds Besuch in Paris 1896 galt aber gar nicht ihr, sondern Geheimverhandlungen über gemeinsame afrikanische Kolonialinteressen gegen Großbritannien, sie erhielt bloß einen Rosenstrauß übersandt. Jagatjit Singh, der Maharadscha von Kapurthala und andere berühmte Männer zählten zu ihren Bewunderern. In dieser Zeit trat sie in den Stücken Les Deux Pigeons, La Korrigane und Etoile auf. Gustave Charpentier engagierte sie für die Rolle von La Beauté in Le Couronnement de la Muse. Es folgte ein Gastspiel in New York, wo sie mit dem Stück Faust große Erfolge feierte. Sie tanzte unter anderem im Hamburger Hansa-Theater und im Berliner Wintergarten.

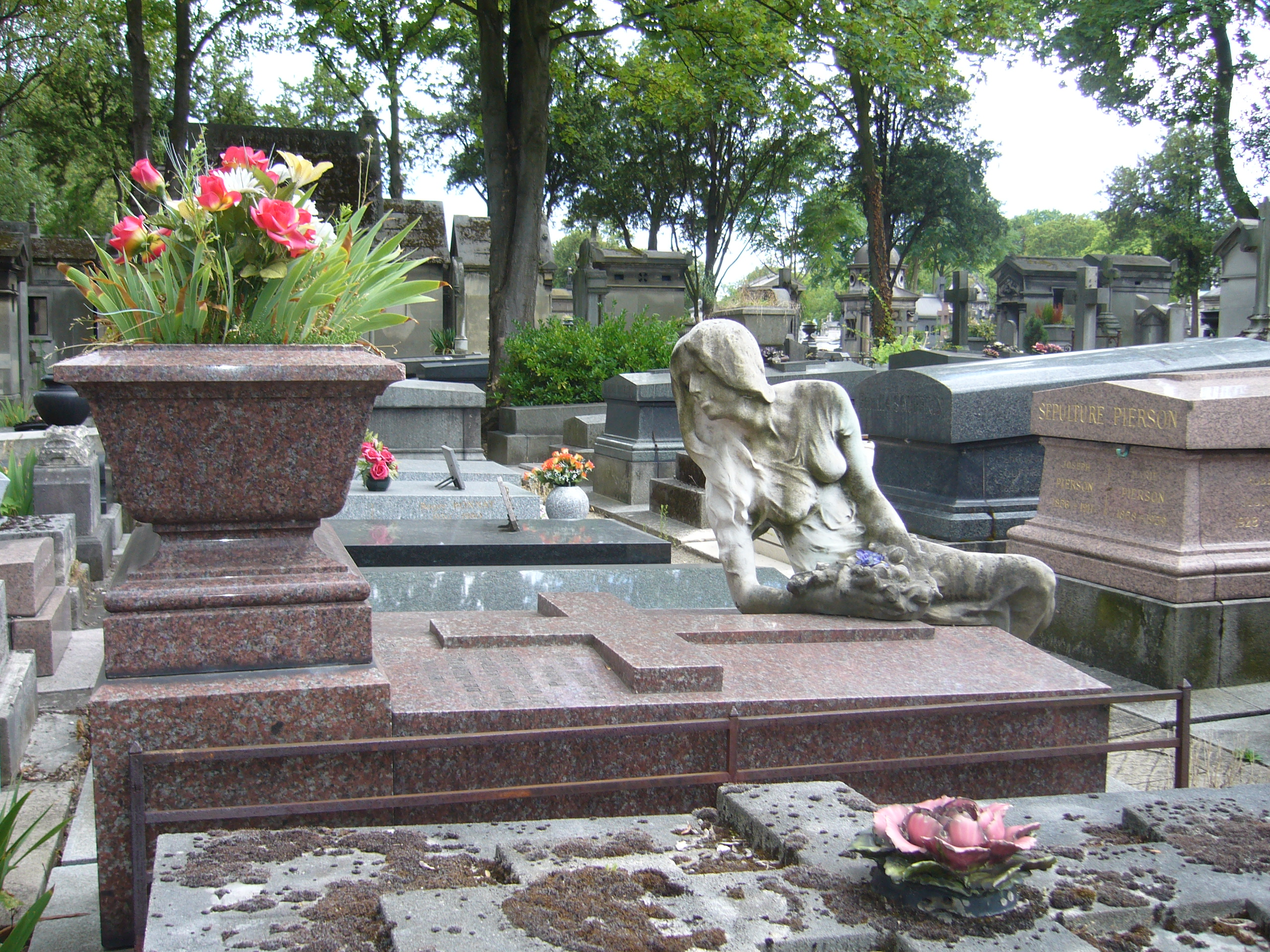
Ihr Grab auf dem Friedhof Père-Lachaise

Aufgrund vieler lukrativer Angebote verließ sie die Oper und begann im Varieté aufzutreten. 1900 schuf sie ihren berühmten Tanz La Cambodgienne, den sie zur Pariser Weltausstellung im Théâtre Indochinois präsentierte. 1901 trat sie zum ersten Mal in den Folies Bergère auf. Zahlreiche Gastspielreisen führten sie durch ganz Europa. Während ihres Aufenthalts in München stand sie zwischen 1903 und 1904 den Malern Friedrich August von Kaulbach und Franz von Lenbach Modell. 1908 tanzte sie für Kaiser Wilhelm II. und die Kaiserliche Familie in Berlin und im gleichen Jahr interpretierte sie die Rolle der Phoébe in Endymion et Phoébe von Henri Cain in der Opéra Comique an der Seite der ersten Tänzerin der Opéra national de Bordeaux Régina Badet. Cléo de Mérode war in ihren großen Jahren eine der am häufigsten abgebildeten Frauen der Welt (nach eigener Aussage: die meistfotografierte). Ihre Tourneen wurden vom Ausbruch des Ersten Weltkriegs unterbrochen, aber ab 1920 unternahm sie weitere Gastspielreisen in Frankreich. Ihr Geburtsdatum wurde da oft mit „1885“ angegeben.
Langsam zog sie sich von der Bühne zurück. 1934 tanzte sie noch einmal in der Revue 1900 im Pariser Alcazar. Längere Zeit lebte sie in Biarritz. Simone de Beauvoir bezeichnete in ihrem Essayband Le deuxième sexe (Das andere Geschlecht) Mérode als Kurtisane, diese wehrte sich dagegen und strengte 1955 einen (erfolgreichen) Prozess wegen Beleidigung an. Im selben Jahr veröffentlichte sie ihre Memoiren. Sie war in ihrer „altmodischen“ Kleidung damals in ihrem Pariser Viertel als „Madame la Baronne“ gut bekannt.
Cléo de Mérode starb am 17. Oktober 1966 im Alter von 91 Jahren in Paris. Sie fand ihre letzte Ruhestätte in ihrer Heimatstadt auf dem Friedhof Père-Lachaise (Abt. 90).

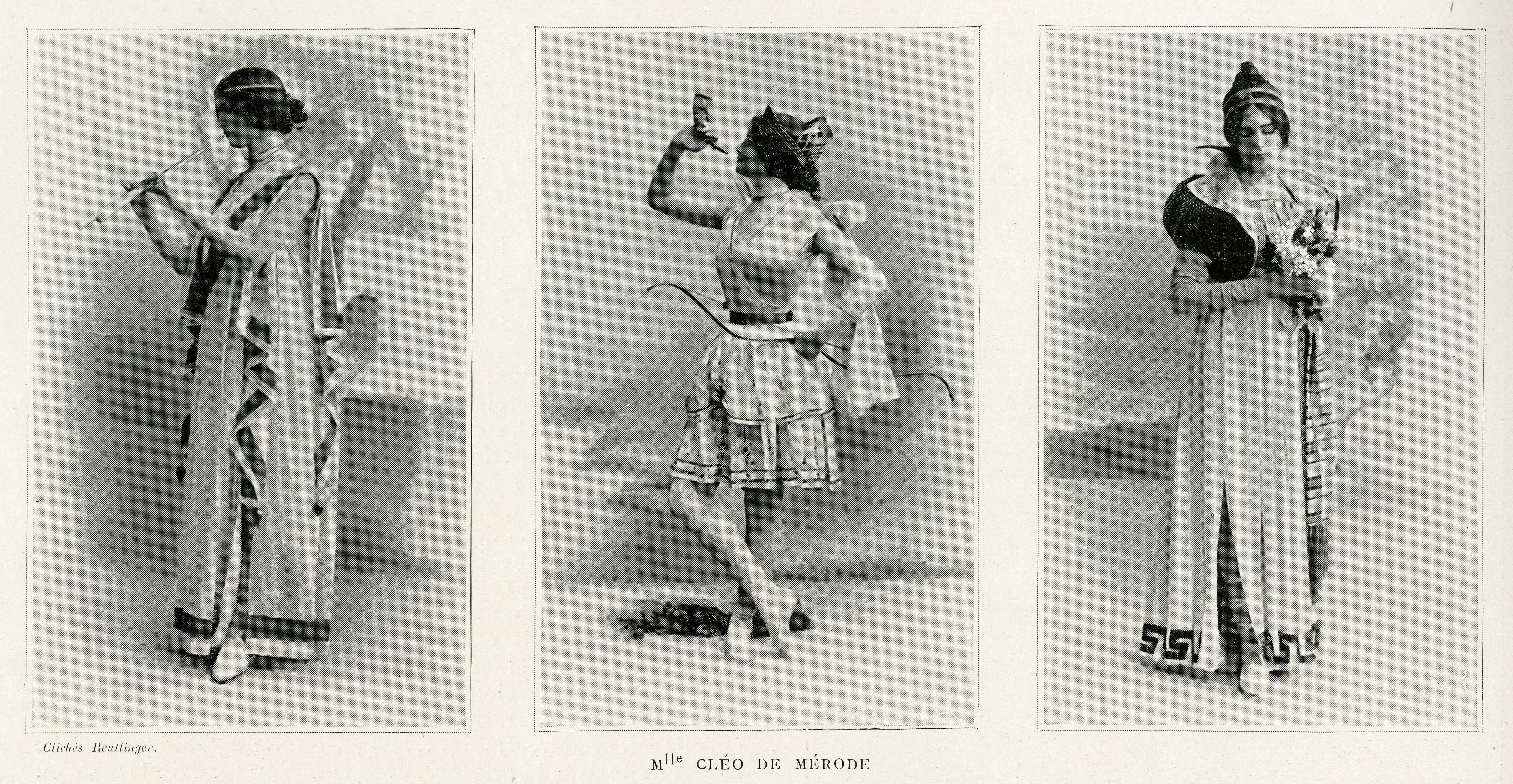
Cléo de Mérode um 1898
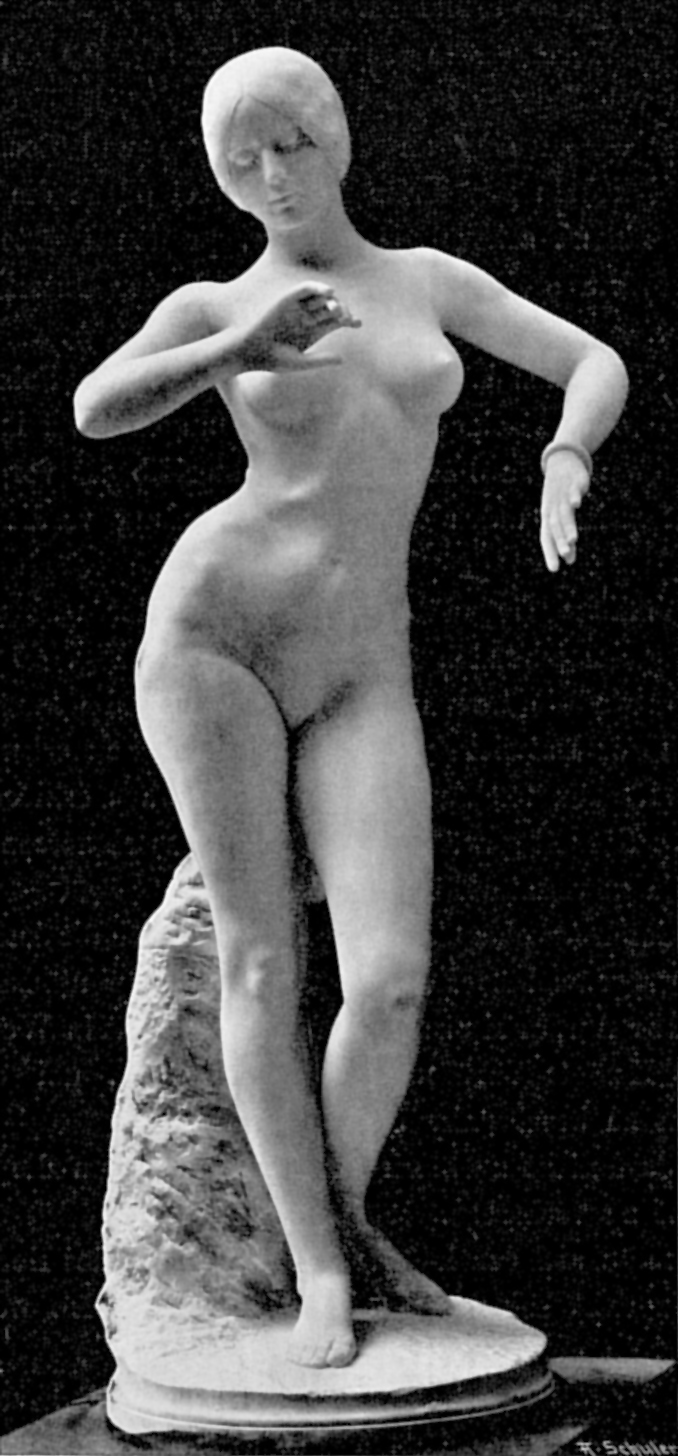
Alexandre Falguière, Danseuse („Tänzerin“)

## Werke
- Le ballet de ma vie. 2. Aufl. Horay, Paris 1985, ISBN 2-7058-0162-6 (EA Paris 1955, Vorwort von Françoise Ducout).